# Cuscuta peruviana
Cuscuta peruviana är en vindeväxtart som beskrevs av Truman George Yuncker. Cuscuta peruviana ingår i släktet snärjor, och familjen vindeväxter. Inga underarter finns listade i Catalogue of Life.